# Guntown
Guntown város az Amerikai Egyesült Államok Mississippi államában, Lee megyében. Lakosainak száma 2410 fő (2020. április 1.).

## Népesség
A település népességének változása:

| 2010 | 2 083 |
| 2020 | 2 410 |